# Richard Strauss
Richard Strauss, nemški skladatelj in dirigent, * 11. junij 1864, München, † 8. september 1949, Garmisch-Partenkirchen.

## Splošna opredelitev
Bil je mednarodno priznan dirigent in skladatelj od 80-ih let 19. stoletja dalje ter osrednja osebnost nemške glasbe po Wagnerju. V mladosti je bil vzgajan v strogi tradiciji Schumannove in Mendelssohnove glasbe. Šele po srečanju z violinistom in skladateljem Alexandrom Ritterjem, ki mu je približal glasbo Richarda Wagnerja, je začel iskati nova pota v novoromantični glasbi. Njegov glasbeni jezik temelji na Wagnerjevi kromatiki, vendar se njegov čut za formo bolj naslanja na tradicionalne modele. V seriji simfoničnih pesnitev, napisanih pred letom 1900, je dosegel orkestralno virtuoznost in preudarno emocionalno glasbeno retoriko, ki ilustrira različnost programov v ozadju teh del. Najbolj živahno delo je Vesele potegavščine Tilla Eulenspiegla (1895), burna orkestralna predstava, ki ostaja uspešnica pri koncertnem občinstvu. Za razliko od Wagnerja, pri Straussu posamezni glasbeni elementi ne predstavljajo le abstraktnih simbolov, temveč je – predvsem melodičnim vzorcem – zavestno pripisan povsem konkreten pomen. Strauss je ta vnaprejšnji dogovor o pomenu glasbene materije, ki je najbolj naravno ustrezal potrebam glasbenega gledališča, prenesel v simfonično glasbo in ga izbrusil do popolnosti. 
Po letu 1900 se je Strauss vedno bolj loteval opere. V prvi, Salome (1905), in potem v Elektri (1909) je opisoval melodramatične teme z izumetničenim glasbenim jezikom, ki se je nagibal k atonalnemu. Ta dela glasbenega ekspresionizma se časovno ujemajo z radikalnimi atonalnimi eksperimenti Arnolda Schönberga (1874—1951), toda v svoji naslednji operi Der Rosenkavalier (Kavalir z rožo, 1911) in glasbi naslednjih 37 let se je Strauss umaknil iz nevarnih voda v staromoden, nostalgičen glasbeni slog. 

## Glasbeniopus
Simfonične pesnitve
- Macbeth (1888/90)
- Don Juan (1889)
- Tod und Verklärung (1891)
- Vesele potegavščine Tilla Eulenspiegla (Till Eulenspiegels lustige Streiche) (1895)
- Also sprach Zarathustra (Tako je govoril Zaratustra) (1896)
- Don Quixote (Don Kihot) (1898)
- Ein Heldenleben (Junakovo življenje) (1899)
- Symphonia domestica (1904)
- Eine Alpensinfonie (Alpska simfonija) (1915)

Ostale simfonične skladbe
- Simfonija v d-molu (1880)
- Simfonija v f-molu op. 12 (1883)
- Burleske za klavir in orkester v d-molu (1890)
- 2 klavirska koncerta
- »Japanische Festmusik«
- 2 koncerta za rog in orkester
- Koncert za oboo in mali orkester v D-duru (1945)
- Dvojni concertino za klarinet, fagot in orkester

Opere
- Guntram (1894)
- Feuersnot (1901)
- Salome (1905)
- Elektra (1909)
- Der Rosenkavalier (Kavalir z rožo) (1911)
- Ariadne auf Naxos (1912/16)
- Die Frau ohne Schatten (1919)
- Intermezzo (1924)
- Die ägyptische Helena (1933)
- Arabella (1933)
- Die schweigsame Frau (1935)
- Friedenstag (1938)
- Daphne (1938)
- Die Liebe der Danae (1940; revizirano 1952)
- Capriccio (1942)

Baletna glasba
- Josephslegende (1914)
- Schlagobers (1924)